# Бака (округ Дунайська Стреда)
Бака (словац. Baka, угор. Baka (Dunaszerdahelyi járás)) — село, громада в окрузі Дунайська Стреда, Трнавський край, Словаччина. Кадастрова площа громади — 19,99 км². Населення — 1096 осіб (за оцінкою на 31 грудня 2017 р.).
Перша згадка 1264 року.

## Географія
Протікає канал Ґабчіково-Топольники.

## Населення
| Рік:            | 1994. | 2004.   | 2014.   | 2024.   |
| --------------- | ----- | ------- | ------- | ------- |
| Кількість осіб: | 1118  | 1120    | 1105    | 1130    |
| Різниця:        |       | +0,17 % | -1,33 % | +2,26 % |

| Рік:            | 2023. | 2024.   |
| --------------- | ----- | ------- |
| Кількість осіб: | 1136  | 1130    |
| Різниця:        |       | -0,52 % |